# Eremophila foliosissima
Eremophila foliosissima är en flenörtsväxtart som beskrevs av Kränzl.. Eremophila foliosissima ingår i släktet Eremophila och familjen flenörtsväxter. Inga underarter finns listade i Catalogue of Life.